# Apostolisches Exarchat Venezuela (Syrer)
Das Apostolische Exarchat Venezuela (lat.: Exarchatus Apostolicus pro fidelibus ritus Antiocheni Syrorum in Venetiola) ist ein in Venezuela gelegenes Apostolisches Exarchat der syrisch-katholischen Kirche mit Sitz in Caracas.

## Geschichte
Papst Johannes Paul II. gründete es mit der Apostolischen Konstitution Ecclesiales communitates am 22. Juni 2001.

## Apostolische Exarchen von Venezuela
- Denys Antoine Chahda (28. Juni bis 13. September 2001) (dann Erzbischof von Aleppo)
- Iwannis Louis Awad (2003–2011)
- Timoteo Hikmat Beylouni (seit 2011)